# ژان-پی‌یر والوتون
ژان-پیر والوتون (به فرانسوی: Jean-Pierre Vallotton) نویسنده به زبان فرانسوی، قرن بیستم میلادی اهل سوئیس است.